# Abdelilah Fahmi
Abdelilah Fahmi (in arabo عبدالله فهمي‎?; Casablanca, 3 agosto 1973) è un ex calciatore marocchino, di ruolo difensore.

## Carriera

### Club
Ha giocato nel campionato marocchino, francese, turco e qatariota.

### Nazionale
Tra il 1995 e il 2005 è sceso in campo 17 volte con la maglia della Nazionale.